# Monte Ceneri
Le Monte Ceneri (italien, parfois Mont Ceneri en français) est un col alpin du canton du Tessin (Suisse). Malgré son nom, le Monte Ceneri est le point le plus bas de la crête entre le Monte Tamaro et le Camoghè.
Le Monte Ceneri est un col et un lieu géographique majeur du Tessin, définissant ses deux régions : le Sopraceneri au nord et le Sottoceneri au sud. En tant qu'axe, le Ceneri est traversé par plusieurs routes et chemins de fer : l'autoroute A2 (par un tunnel), le chemin de fer sommital (par un tunnel) et la ligne de base (par le tunnel de base du Ceneri). La route franchissant le col mesure 29 kilomètres de longueur.
L'ascension de ce col, classée en 2e catégorie, figure au programme de la 5e étape du Tour de Suisse 2022. 